# Elisabeth Volkmann
Pour les articles homonymes, voir Volkmann.
Elisabeth Volkmann, née le 16 mars 1936 à Essen (Rhénanie-du-Nord-Westphalie) et morte le 27 juillet 2006 à Munich (Bavière), est une actrice allemande (notamment de doublage).

## Biographie
Après des études supérieures à la Folkwang Universität de sa ville natale, Elisabeth Volkmann débute au théâtre dans la même ville, avant de poursuivre ailleurs sur les planches, entre autres à Berlin. Elle est également chanteuse de cabaret (dans le registre de soprano) à Munich.
Au cinéma, elle contribue à quarante-et-un films allemands, le premier sorti en 1960. Citons Les Diamants du Mékong de Gianfranco Parolini (coproduction germano-franco-italienne, 1964, avec Paul Hubschmid et Marianne Hold), Lili Marleen (avec Hanna Schygulla et Giancarlo Giannini) et Lola, une femme allemande (avec Barbara Sukowa et Armin Mueller-Stahl), ces deux derniers réalisés par Rainer Werner Fassbinder, sortis en 1981 et où elle personnifie une chanteuse de cabaret. Elle apparaît aussi dans plusieurs films érotiques, comme Jeunes Filles au couvent d'Eberhard Schröder (coproduction franco-allemande, 1972, avec Sascha Hehn et Ellen Frank). Son dernier film sort en 2002.
À la télévision allemande, outre de nombreuses prestations comme elle-même, elle collabore à cinquante-cinq séries à partir de 1963, dont Inspecteur Derrick (un épisode, 1977) et Le Renard (deux épisodes, 1979-1998). Elle tient son dernier rôle au petit écran dans un épisode (diffusé en 2006) du feuilleton En toute amitié.
S'ajoutent vingt-sept téléfilms diffusés entre 1963 et 1996.
De plus, au petit et au grand écran, elle est durant sa carrière actrice de doublage. Ainsi, elle est la voix allemande de la reine des fourmis dans le film américain d'animation 1 001 Pattes de John Lasseter et Andrew Stanton (1998) et surtout, de Marge Simpson dans la série américaine d'animation Les Simpson, de 1991 à 2006.
Elisabeth Volkmann meurt à 70 ans en 2006, à Munich, où elle est inhumée au cimetière Waldfriedhof.

## Filmographie partielle

### Actrice

#### Cinéma
- 1960 : Eine Frau fürs ganze Leben (en) de Wolfgang Liebeneiner : Baronne Irene von Wachenheim
- 1964 : Les Diamants du Mékong (Die Diamantenhölle am Mekong) de Gianfranco Parolini : la secrétaire
- 1968 : Le Plaisir total (en) (Zieh dich aus, Puppe) d'Ákos von Ráthonyi : Diana
- 1970 : L'Entrejambe (Josefine Mutzenbacher) de Kurt Nachmann : la marâtre
- 1971 : Rapport sur la vie sexuelle de la ménagère (Hausfrauen-Report 1. Teil: Hausfrauenreport – unglaublich aber wahr) d'Eberhard Schröder : Mme Demmler
- 1971 : L'Amour en vacances (Urlaubsreport – Worüber Reiseleiter nicht sprechen dürfen) d'Ernst Hofbauer : rôle non spécifié
- 1972 : Les Minettes font la queue (Laß jucken, Kumpel 2. Teil – Das Bullenkloster) de Franz Marischka : Trudi Gimpel
- 1972 : Les Savoureuses (Krankenschwestern-Report) de Walter Boos (en) : Isabella Ziegler
- 1972 : Jeunes Filles au couvent ou Le Château (Die Klosterschülerinnen) d'Eberhard Schröder : Mme Frisch, la conseillère d'études
- 1973 : C'est la queue du chat qui m'électrise (Hausfrauen-Report international), film à sketches d'Ernst Hofbauer, segment Madrid : Doña Dolores
- 1974 : Drei Männer im Schnee d'Alfred Vohrer : Frau Mallebré
- 1981 : Lola, une femme allemande (Lola) de Rainer Werner Fassbinder : Gigi
- 1981 : Lili Marleen de Rainer Werner Fassbinder : Marika
- 1982 : Le Secret de Veronika Voss (Die Sehnsucht der Veronika Voss) de Rainer Werner Fassbinder : Grete
- 1985 : Chaleur rouge (Red Heat) de Robert Collector et Ernst Ritter von Theumer : Mme Einbeck
- 1988 : La Fille au vautour (de) (Die Geierwally) de Walter Bockmayer : la princesse héritière

#### Télévision

##### Séries
- 1967 : Das Kriminalmuseum, saison 5, épisode 7 Die Briefmarke : Renate Bosch
- 1977 : Inspecteur Derrick (Derrick), saison 4, épisode 6 Responsabilité partagée (Das Kuckucksei) : Irmi Becker
- 1979-1998 : Le Renard (Der Alte)
  - Saison 3, épisode 2 Lippman est porté disparu (Lippmann wird vermißt) : Ute Kepich
  - Saison 22, épisode 7 Violence extrême (Schlagt ihn tot) : Krista Klages
- 1987 : L'Ami des bêtes (Ein Heim für Tiere), saison 3, épisode 7 Arco in Gefahr : Vera Gubitsch
- 2000 : Mission sauvetages (Die Rettungsflieger), saison 4, épisode 5 Un parfum de scandale (Zu weit gegangen) : Baronne Leonie von Stucken
- 2006 : En toute amitié (Im aller Freundschaft), feuilleton, saison 8, épisode 27 Dunkle Sterne : Ursula Russ

##### Téléfilms
- 1982 : Drei gegen Hollywood de Sigi Rothemund : Phyllis Fontane
- 1982 : Ehe oder Liebe de Sigi Rothemund : Flora
- 1988 : Trouble im Penthouse de Franz Josef Gottlieb : Frau Merdal
- 1991 : Struppi & Wolf d'Andy Bausch : Frau Frey

### Actrice de doublage

#### Cinéma
- 1998 : 1 001 Pattes (A Bug's Life), film d'animation de John Lasseter et Andrew Stanton : voix allemande de la reine des fourmis

#### Télévision
- 1991-2006 : Les Simpson (The Simpsons), série d'animation : voix allemande de Marge Simpson